# Okučani
Okučani är en ort i Kroatien.   Den ligger i länet Brod-Posavina, i den östra delen av landet, 110 km sydost om huvudstaden Zagreb. Okučani ligger 113 meter över havet och antalet invånare är 1 950.
Terrängen runt Okučani är platt söderut, men norrut är den kuperad. Terrängen runt Okučani sluttar söderut. Runt Okučani är det ganska glesbefolkat, med 48 invånare per kvadratkilometer. Närmaste större samhälle är Nova Gradiška, 14,2 km öster om Okučani. I omgivningarna runt Okučani växer i huvudsak lövfällande lövskog.